# تیراندازی در المپیک تابستانی ۱۹۷۲
تیراندازی در بازی‌های المپیک تابستانی ۱۹۷۲ نام رویداد ورزش تیراندازی در بازی‌های المپیک تابستانی بود که در سال ۱۹۷۲ برگزار شد. تمام مسابقات آزاد بودند به این معنی که هم مردان و هم زنان اجازه شرکت در یک مسابقه را داشتند. چهار زن در این مسابقات حضور داشتند.